# Aniche
Aniche település Franciaországban, Nord megyében. Lakosainak száma 10 001 fő (2022. január 1.). Aniche Bruille-lez-Marchiennes, Somain, Abscon, Auberchicourt és Émerchicourt községekkel határos.

## Népesség
A település népességének változása:
| Lakosok száma | 10 536 | 10 372 | 10 417 | 10 244 | 10 146 | 10 085 | 9944 | 9997 | 10 001 |
|               | 2013   | 2015   | 2016   | 2017   | 2018   | 2019   | 2020 | 2021 | 2022   |